# ميخائيل أيسن
ميخائيل أيسن (بالإنجليزية: Michael Eisen)‏ هو أحيائي أمريكي، ولد في 13 أبريل 1967 في بوسطن في الولايات المتحدة.